# Kalos Kagathos
Kalós Kagathós – medal przyznawany wybitnym sportowcom, którzy osiągnęli sukcesy również poza sportem.
Ustanowiony w 1985 pod patronatem Rektora UJ, prezesa Polskiego Komitetu Olimpijskiego i redakcję Tempa jest nawiązaniem do starożytnego ideału kalokagatii.
Laureatami Medalu mogą zostać polscy sportowcy, którzy w uprawianych dyscyplinach osiągnęli co najmniej poziom mistrzostwa na skalę krajową, a później zdobyli wybitną pozycję i uznanie poza sportem. Laureat Medalu to osoba, która jest równie znakomita podczas startów sportowych, co i później, za metą.
Laureatów Medalu wybiera kapituła, której przewodniczy Rektor Uniwersytetu Jagiellońskiego. Inicjatywie przyznawania medalu patronuje Polski Komitet Olimpijski, Polska Akademia Olimpijska oraz „Przegląd Sportowy”.

## Laureaci
Medal otrzymali:
- 1985: Jerzy Chromik, Stefan Dziedzic, Witalis Ludwiczak, Zbigniew Resich, Marian Suski, Marian Śliwiński, Wojciech Zabłocki[2]
- 1987: Izabela Cywińska, Roman Ciesielski, Jerzy Jurowicz, Jan Karol Kostrzewski, Jerzy Olszowski, Witold Henryk Paryski[3]
- 1989: Adam Brodecki, Czesław Centkiewicz, Władysław Hasior, Tadeusz Koszarowski, Adam Papée, Zdobysław Stawczyk, Kazimierz Wejchert[4]
- 1993: Leszek Balcerowicz, Zbigniew Garnuszewski, Zbigniew Lewandowski, Jan Nawrocki, Edward Popiołek, Leszek Rostwo-Suski, Wanda Rutkiewicz, Marek Walczewski[5]
- 1994: Waldemar Baszanowski, Marian Dudziak, Wojciech Lipoński, Czesław Marchewczyk, Jerzy Młynarczyk, Zbigniew Pietrzykowski, Irena Szewińska[6]
- 2001: Zbigniew Boniek, Janusz Czerwiński, Michał Joachimowski, Bogusław Nowak, Jacek Pietrzyk, Wilibald Winkler, Sobiesław Zasada[7]
- 2003: Andrzej Bachleda-Curuś, Maria Kwaśniewska-Maleszewska, Michał Kleiber, Ryszard Niemiec, Zenon Ważny, Maksymilian Więcek, Marian Zieliński[8]
- 2009: Jacek Bierkowski, Barbara Grochowska-Kurkowiak, Teresa Kodelska-Łaszek, Andrzej Łędzki, Mieczysław Nowicki, Helena Oszast, Bohdan Tomaszewski[9]
- 2013: Zbigniew Czajkowski, Barbara Gorgoń-Flont, Kajetan Hądzelek, Marian Machowski, Janusz Różycki, Adam Smelczyński, Danuta Straszyńska-Kossek, Jerzy Twardokens[10]
- 2017: Iwona Bielska, Czesław Lang, Edward Mleczko, Zbigniew Pacelt, Grażyna Rabsztyn, Aleksander Ronikier, Antoni Piechniczek[11]
- 2019: Krystyna Chojnowska-Liskiewicz, Anna Czerwińska, Bohdan Gonsior, Marek Jóźwik, Marek Koźmiński, Maciej Pietrzyk, Bogdan Wenta[12]
- 2023: Szymon Krasicki, Bogdan Sojkin, Urszula Figwer, Renata Mauer-Różańska, Adam Krzesiński[13]